# Notre-Dame-de-Lorette (metropolitana di Parigi)
Notre-Dame-de-Lorette è una stazione della linea 12 della metropolitana di Parigi.

## La stazione
La stazione venne aperta nel 1910 e porta il nome della chiesa di Notre-Dame-de-Lorette, che fa riferimento alla città di Loreto dove si trova la Santa Casa di Maria madre di Gesù.
La stazione venne rinnovata nel 1984.

## L'incidente
Il 30 agosto 2000, alle 13:21, la vettura di testa del treno della linea 12 ha deragliato nel tratto compreso fra le stazioni Saint-Georges e Notre-Dame-de-Lorette (nella direzione nord-sud) senza trascinare le vetture seguenti, rimaste comunque collegate, andando ad incastrarsi sul marciapiede della direzione opposta. La conduttrice del treno che percorreva l'opposta direzione, fortunatamente ancora in stazione, vedendo che il treno le veniva incontro, diede l'allarme e tolse la corrente di alimentazione.
L'incidente causò 24 feriti leggeri fra i passeggeri della carrozza deragliata.

### Conseguenze
Poiché il controllo della marcia dei treni è ormai automatico, per evitare che in caso di guasto improvviso i conduttori possano trovarsi in difficoltà in quanto non più abituati alla guida manuale dei treni, la RATP impose ai suoi conduttori di fare almeno un viaggio completo per ogni turno di servizio, guidando il treno manualmente per non perdere la mano.

## Interscambi
- Bus RATP - 26, 32, 42, 43, 67, 74, 85